# (13315) Hilana
(13315) Hilana (1998 RX71) – planetoida z pasa głównego asteroid okrążająca Słońce w ciągu 3,79 lat w średniej odległości 2,43 j.a. Odkryta 14 września 1998 roku.